# Hugo Medrano
Hugo Medrano (Argentina, siglo XX) fue un director de teatro, dramaturgo y actor argentino. Cofundó el Teatro Hispano GALA en Washington D. C. con su esposa Rebecca Read Medrano. Hugo Medrano se desempeña como director artístico fundador y productor del teatro. El trabajo de Medrano con el Gala Hispanic Theatre se ha ganado el reconocimiento internacional. Por su dedicación a la promoción de la cultura española en los Estados Unidos, Medrano recibió la Orden de Isabel la Católica de manos de Juan Carlos I, ex Rey de España.

## Primeros años
Hugo Medrano vivió en Argentina durante gran parte de su juventud. Asistió a la Escuela de Teatro de La Plata y se graduó con una licenciatura en Teatro. Poco después de graduarse, Medrano huyó de la violencia política como resultado del Terrorismo en Argentina, que tenía como objetivo a los disidentes políticos de izquierda. Informó que muchos de sus amigos eran algunos de los estudiantes, intelectuales y artistas que desaparecieron como resultado de la guerra. Estas experiencias inspiraron los temas políticos de los primeros trabajos de Medrano.
Medrano continuó sus estudios en España en el Teatro Estudio de Madrid. Vivió y actuó en España durante cinco años antes de emigrar a Estados Unidos.

## Carrera profesional
La carrera de Hugo Medrano en los Estados Unidos comenzó en el Teatro Doble, un teatro infantil bilingüe ubicado en Washington D. C.. Sin embargo, la mayor parte de su notable trabajo lo realizó con el Teatro Hispano GALA. GALA son las siglas de Grupo de Artistas Latino Americanos. Hugo Medrano cofundó este teatro en 1976 para ofrecer obras de calidad a la creciente comunidad hispanohablante de Washington. En sus primeros años, el Teatro Hispano GALA actuó en una casa en el multicultural vecindario Adams Morgan de la ciudad. Hugo Medrano produjo y dirigió la primera producción del grupo, La Fiaca de Ricardo Talesnik, que recibió el reconocimiento del Washington Post. Medrano continuaría dirigiendo, produciendo y actuando en una multitud de producciones exitosas durante los próximos 40 años.
Como director de teatro en GALA, Hugo Medrano enfrentó desafíos relacionados con la naturaleza bilingüe de sus producciones. Para atraer tanto al público de habla hispana como a la de habla inglesa, Medrano solía presentar dos producciones diferentes de la misma obra, una versión en inglés y una versión en español. En algunos casos, esto requeriría dos actores, disfraces o directores diferentes para realizar estas producciones. Medrano encontró que este enfoque era ineficiente, y el Teatro Hispano de GALA posteriormente pasó a producir obras en español y proporcionar subtítulos en inglés o traducciones de auriculares a la audiencia.
Trasladar el Teatro Hispano GALA a un hogar permanente en el Teatro Tivoli de Columbia Heights fue un momento importante en la carrera de Hugo Medrano. El Teatro Tivoli fue construido en 1924 y rápidamente se convirtió en un hito de la ciudad como teatro y cine. El teatro fue abandonado en 1976, pero fue restaurado con la ayuda de una campaña de recaudación de fondos de $4 millones iniciada por Medrano y otros. En 2005, el Teatro Hispano GALA se trasladó oficialmente al Teatro Tivoli y Medrano comenzó a trabajar en nuevos proyectos. Con la ayuda de su esposa, Hugo Medrano creó el Centro Nacional de Artes Escénicas Latinas y ha ampliado el enfoque de GALA para incluir conciertos, danza, cine y otras artes.
El Teatro Hispano GALA presenta obras de teatro españolas y latinoamericanas y ha presentado más de 220 producciones desde su fundación en 1976.

## Producciones notables

### In the Heights
In the Heights es un musical de Broadway ganador del premio Tony que contó con música y letras de Lin-Manuel Miranda. En 2017, Hugo Medrano y el Teatro Hispano GALA acogieron la primera versión totalmente en español de la producción en los Estados Unidos. El musical generalmente se realiza en espanglish, una mezcla de español e inglés.

## Premios
Recibió el premio Helen Hayes al actor principal destacado por su papel de Molina en El Beso de la Mujer Arana en 1994.
Hugo Medrano fue reconocido como "Visionario" por los Premios de las Artes de la Alcaldía en 2014. También recibió un premio Immigrant Achievement Award del American Immigration Council en 2014. En 2010, tanto Hugo Medrano como su esposa Rebecca Read Medrano fueron nombrados Washingtonianos del Año por la revista Washingtonian.